# Lullaby Of Birdland/みずいろの影
「Lullaby Of Birdland／みずいろの影」（ララバイ　オブ　バードランド／みずいろのかげ）は、JUJUの19枚目のシングル。2011年11月23日にソニー・ミュージックアソシエイテッドレコーズから発売された。

## 概要
シングルとしては「YOU/BELOVED」より、約3ヶ月ぶりとなり、前作に引き続き、両A面シングルとなり、自身としては初のジャズのカバー曲をシングルA面としている。

## 楽曲解説
Lullaby Of Birdland
沢村一樹主演のテレビ朝日系ドラマ『DOCTORS〜最強の名医〜』の主題歌として起用されており、後に2013年6月1日放送のスペシャルのエンディングテーマとしても起用された。JUJUは本楽曲に関して「沢村さん主演のドラマに私の楽曲が主題歌として起用していただくのは、前年に放送された『警視庁失踪人捜査課』の「Trust In You」以来2度目になりまして、さらにニューヨークにいた時代にライブでも歌わせていただいてたこの曲を起用していただけて、すごく嬉しく、光栄な気持ちです。」とコメントしている。
みずいろの影
松尾潔と川口大輔がタッグを組んで制作されたジャジーな雰囲気を醸し出すバラードとなっており、愛する人と決して結ばれる事のない運命を悟り、苦悩を刻みながらも、受け入れようとする女性の心境を描いたものとなる。

## 収録曲
1. Lullaby Of Birdland (2:35)
作詞・作曲：ジョージ・シアリング、ジョージ・デヴィッド・ワイス/編曲：Ken Shima
2011年10-12月期テレビ朝日系ドラマ『DOCTORS〜最強の名医〜』2013年6月1日放送『同・スペシャル』エンディングテーマ
2. みずいろの影 (4:48)
作詞・作曲：川口大輔/編曲：川口大輔、Ken Shima
3. みずいろの影 (Instrumental) (4:45)